# Мюрат, Иоахим
Иоахи́м Мюра́т (фр. Joachim Murat; правильное традиционное произношение — Жоаше́н Мюра́, современное — Жоаки́м Мюра́; 25 марта 1767, Лабастид-Фортюньер, Гиень, Франция — 13 октября 1815, Пиццо, Калабрия, Неаполитанское королевство) — наполеоновский маршал, великий герцог Берга в 1806—1808 годах, король Неаполитанского королевства в 1808—1815 годах.
Был женат на сестре Наполеона Каролине Бонапарт. За боевые успехи и выдающуюся храбрость Наполеон вознаградил Мюрата в 1808 году неаполитанской короной. В декабре 1812 года Мюрат был назначен Наполеоном главнокомандующим французскими войсками в Германии, но самовольно оставил должность в начале 1813 года. В кампании 1813 года Мюрат принял участие в ряде сражений как маршал Наполеона, после разгрома в битве под Лейпцигом вернулся в своё королевство на юг Италии, а затем в январе 1814 года перешёл на сторону противников Наполеона. Во время триумфального возвращения Наполеона к власти в 1815 году Мюрат хотел вернуться к Наполеону в качестве союзника, но император отказался от его услуг. Эта попытка стоила Мюрату короны. Осенью 1815 года он, по версии следствия, попытался силой вернуть себе Неаполитанское королевство, был арестован властями Неаполя и расстрелян.
Наполеон о Мюрате: «Не было более решительного, бесстрашного и блестящего кавалерийского начальника… Он был моей правой рукой, но, предоставленный самому себе, терял всю энергию. В виду неприятеля Мюрат превосходил храбростью всех на свете, в поле он был настоящим рыцарем, в кабинете — хвастуном без ума и решительности».

## Биография

### Ранние годы
Иоахим Мюрат родился 25 марта 1767 года на юге Франции в деревне Лабастид-Фортюньер (ныне Лабастид-Мюра) под Тулузой в семье трактирщика Пьера Мюрата (1721—1799). Он был младшим ребёнком в многодетной семье; мать Жанна Лубьер (1722—1806) родила его в 45 лет. Благодаря покровительству рода Талейранов, которым служил Пьер Мюрат, его сын Иоахим сумел получить неплохое образование.
Сначала Иоахим изучал богословие в Коллегии ордена Святого Михаила в городе Кагоре, а затем в архиепископской семинарии Святого Лазаря в Тулузе, но к двадцати годам влюбился в местную девушку и стал с ней тайно жить. После раскрытия этого факта и громкого скандала, приведшего к дуэли, ему пришлось бежать из семинарии. Когда его небольшие сбережения закончились, он в феврале 1787 года завербовался в конно-егерский полк, как раз проходивший через Тулузу. Через два года был уволен за нарушение субординации и вернулся к отцу, работал на постоялом дворе. В 1791 году восстановился в армии, в следующем году получил первый офицерский чин суб-лейтенанта (15 октября 1792), а ещё через год стал капитаном (14 апреля 1793). Великая французская революция дала толчок его карьере.

### Начало карьеры
В конце 1794 года пылкий республиканец капитан Мюрат, отстранённый от командования эскадроном, отправился на поиски удачи в Париж, где вскоре обстоятельства свели его с молодым генералом Бонапартом.

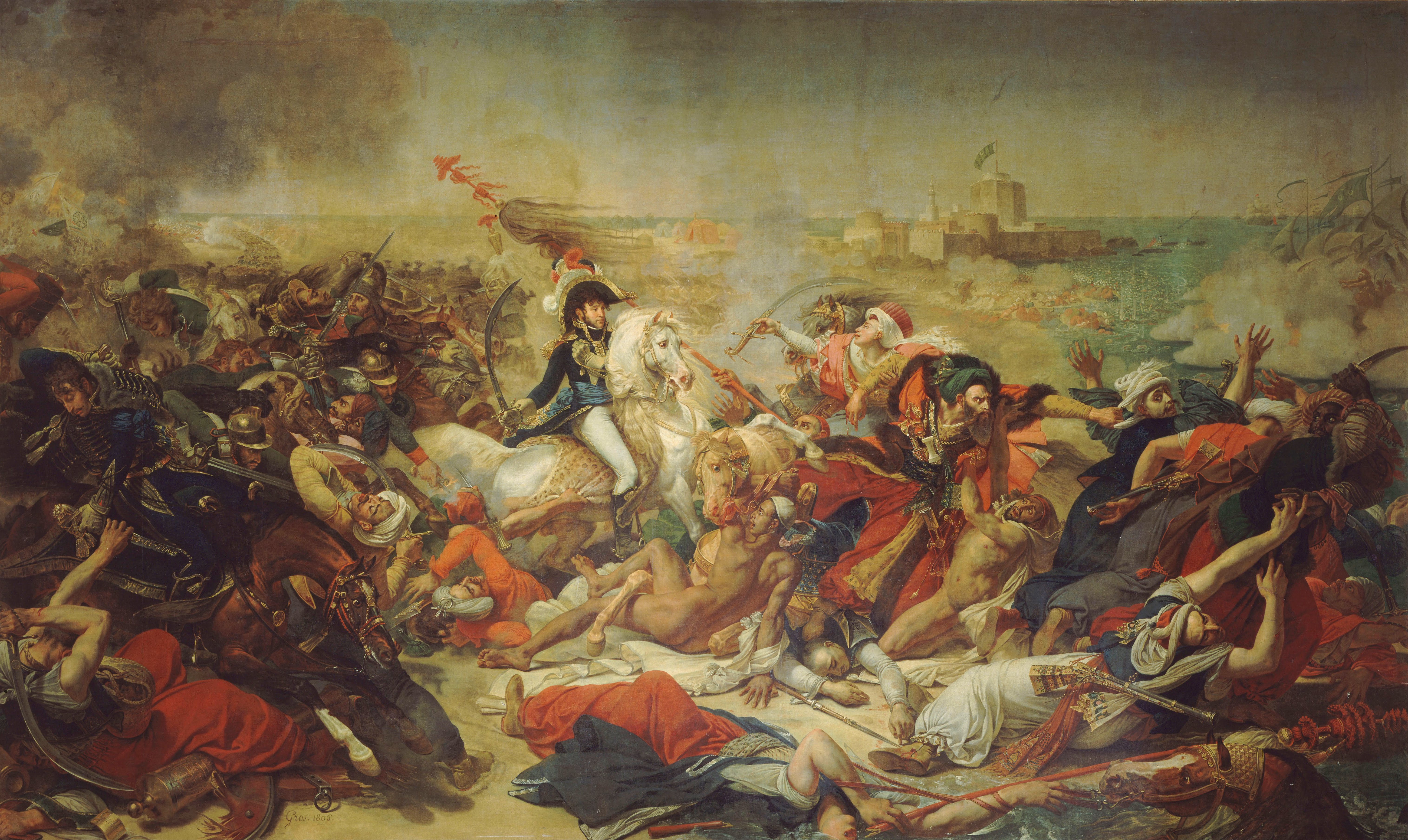
Антуан Гро. Схватка Мюрата с турками в битве при Абукире. 1806

В октябре 1795 года произошёл роялистский мятеж в Париже (восстание 13 вандемьера). В критической ситуации революционная Директория назначила для своей защиты Наполеона. Тот не располагал значительными силами и решил использовать артиллерию для разгона мятежников. Мюрат вызвался доставить 40 орудий из Саблона (фр. Camp des Sablons) в центр Парижа. Избегая встречи с роялистами, он успешно выполнил задачу. 4 октября 1795 года Наполеон отдал приказ расстрелять картечью толпу роялистов, а Мюрат в следующем году в возрасте 29 лет стал бригадным генералом (10 мая 1796) за храбрость в итальянском походе. На лезвии его сабли были выгравированы слова «Честь и Дамы».
В египетской экспедиции 1798 года Мюрат командовал французской кавалерией. В сражении при Абукире 25 июля 1799 года он лично повёл в атаку несколько эскадронов. В схватке отрубил командующему турок Саид Мустафе-паше пальцы на руке, тот в ответ ранил Мюрата в челюсть выстрелом из пистолета. За успешное сражение Мюрат получил звание дивизионного генерала (25 июля 1799).

### Рядом с Наполеоном. 1799—1808
О полном доверии Наполеона к Мюрату свидетельствует роль последнего в перевороте 18 брюмера (9 ноября) 1799 года. Именно Мюрат командовал гренадерами, разогнавшими 10 ноября Совет Пятисот, палату народных представителей французского парламента. Историк Е. В. Тарле так описал это событие:

Раздался грохот барабанов, и гренадеры, предводимые Мюратом, беглым шагом вошли во дворец… Несмолкаемый барабанный бой заглушал всё, депутаты ударились в повальное бегство. Они бежали через двери, многие распахнули или разбили окна и выпрыгнули во двор. Вся сцена продолжалась от трёх до пяти минут. Не велено было ни убивать депутатов, ни арестовывать… На секунду заглушивший барабаны громовой голос Мюрата, скомандовавшего своим гренадерам: «Вышвырните-ка мне всю эту публику вон!», звучал в их ушах не только в эти первые минуты, но не был забыт многими из них, как мы знаем из воспоминаний, всю их жизнь.
Наполеон захватил власть во Франции в качестве первого консула, пока ещё сохраняя номинальных соправителей.
20 января 1800 года Мюрат породнился с Наполеоном, взяв в жёны его восемнадцатилетнюю сестру Каролину.
В походе Наполеона в Италию в 1800 году Мюрат, командуя авангардом, совершил ряд подвигов, особенно отличившись при Маренго, затем выгнал неаполитанцев из Церковной области и принудил их к перемирию.
В 1804 году исполнял обязанности губернатора Парижа.
19 мая 1804 года стал маршалом Франции.

Герб с 1805 года.

С августа 1805 года командующий резервной кавалерией Наполеона — оперативного соединения в составе Великой армии, предназначенного для нанесения концентрированных кавалерийских ударов.
В сентябре 1805 года Австрия в союзе с Россией начала кампанию против Наполеона, в первых сражениях которой потерпела ряд поражений. Мюрат отличился дерзким захватом единственного целого моста через Дунай в Вене. Лично убедил австрийского генерала, охранявшего мост, о начале перемирия, затем внезапной атакой помешал австрийцам взорвать мост, благодаря чему французские войска в середине ноября 1805 года переправились на левый берег Дуная и оказались на линии отступления армии Кутузова. Однако сам Мюрат попался на хитрость русского командующего, который сумел уверить маршала в заключении мира. Пока Мюрат проверял сообщение русских, Кутузову хватило одних только суток, чтобы вывести свою армию из западни. Позднее объединённая австро-русская армия под началом Кутузова была разгромлена в битве под Аустерлицем, что вынудило Австрию заключить мир с Наполеоном. Однако Россия, несмотря на поражение, отказалась подписать мир.
15 марта 1806 года Наполеон наградил Мюрата титулом великого герцога германского княжества Берг и Клеве, расположенного на границе с Нидерландами.

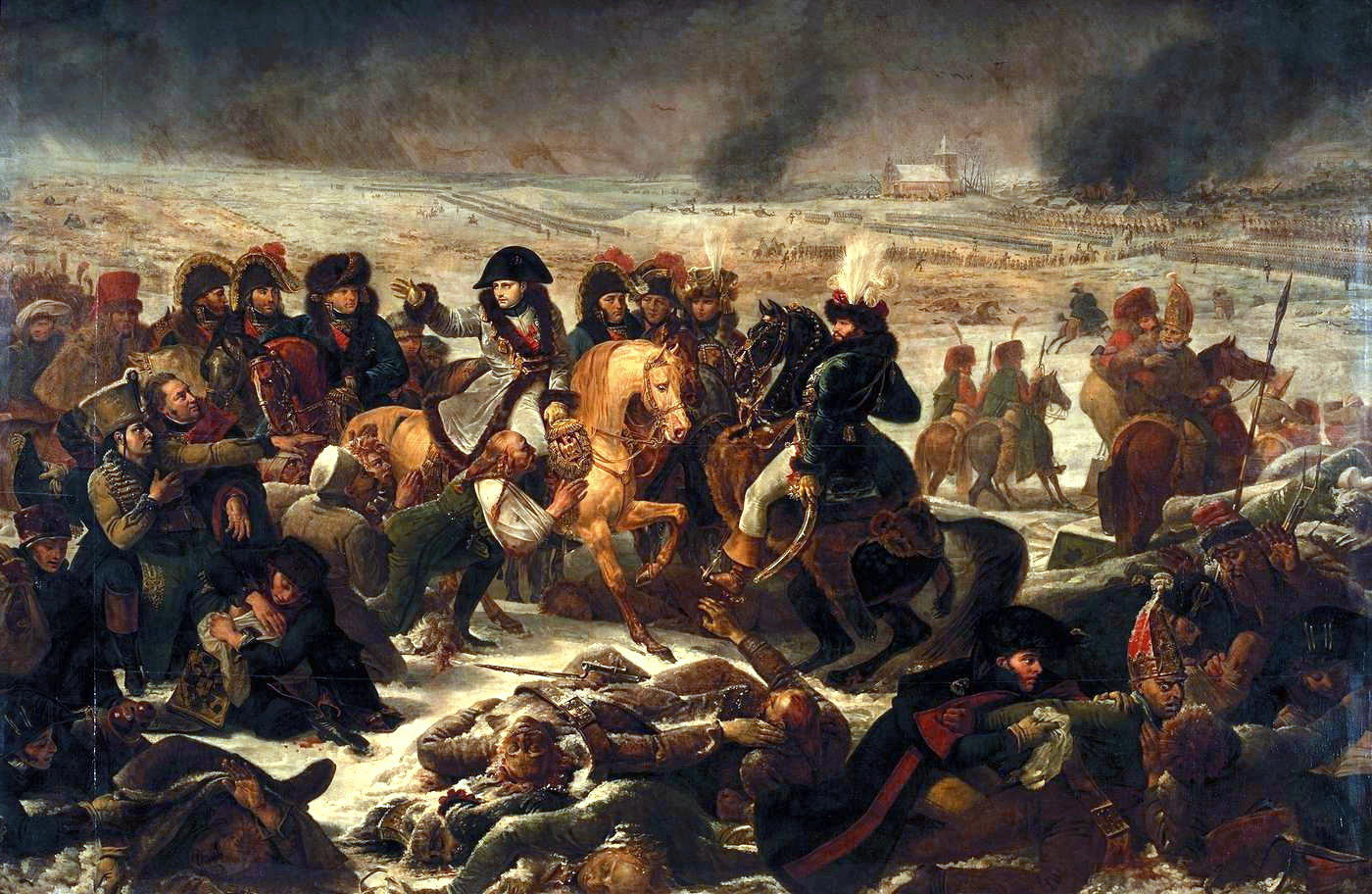
Антуан Гро. Мюрат гарцует перед Наполеоном в битве при Прейсиш-Эйлау. 1808

В октябре 1806 года началась новая война Наполеона с Пруссией и Россией.
В сражении при Прейсиш-Эйлау 8 февраля 1807 года Мюрат проявил себя храброй массированной атакой на русские позиции во главе 8 тысяч всадников («атака 80 эскадронов»), тем не менее, сражение стало первым, в котором Наполеон не одержал решительной победы.
После заключения Тильзитского мира в июле 1807 года Мюрат вернулся в Париж, а не в своё герцогство, которым явно пренебрегал. Тогда же в закрепление мира он был награждён Александром I высшим российским орденом Св. Андрея Первозванного.
Весной 1808 года Мюрат во главе 80-тысячной армии был отправлен в Испанию. 23 марта он занял Мадрид, в котором 2 мая вспыхнуло восстание против французских оккупационных войск, до 700 французов погибло. Мюрат решительно подавил восстание в столице, разгоняя повстанцев картечью и кавалерией. Он учредил военный трибунал под началом генерала Груши. К вечеру 2 мая были расстреляны 120 захваченных испанцев, после чего Мюрат остановил приведение приговоров в исполнение. Через неделю Наполеон произвёл рокировку: его брат Жозеф Бонапарт сложил с себя титул неаполитанского короля ради короны Испании, а место Жозефа занял Мюрат. Спустя годы Наполеон скажет, что Мюрат в Испании причинил ему куда больше вреда, чем пользы.

### Король Неаполя. 1808—1812

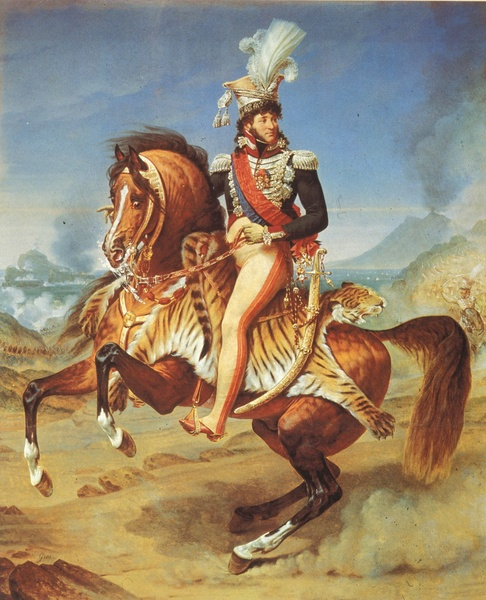
Антуан Гро. Портрет Мюрата, короля Неаполя. 1812

1 августа 1808 года Наполеон удостоил своего верного маршала и родственника короной Неаполя, королевства в Южной Италии. Иоахим Наполеон, как называл себя с тех пор Мюрат, торжественно въехал в Неаполь и начал с амнистии политических преступников.
В октябре 1808 года он отбил остров Капри у англичан и в последующие годы обеспечивал безопасность южного фланга империи Наполеона.
В сентябре 1810 года Мюрат с неаполитанскими войсками попытался захватить остров Сицилию, но был отбит англичанами.
С 1810 года отношение Мюрата к Франции и Наполеону изменилось. Считая свою собственную армию достаточно сильной для нужд государства и недовольный поведением французских генералов, которых он обвинял в неудаче экспедиции на Сицилию, Мюрат просил Наполеона об отзыве французского вспомогательного корпуса, но получил решительный отказ. Тогда Мюрат приказал французским чиновникам принять подданство Неаполя; Наполеон в ответ на это объявил, что Неаполитанское королевство составляет часть великой империи, и подданные Французской империи по праву вместе с тем и подданные Неаполитанского королевства. Этот манифест сделал положение Мюрата довольно тяжёлым; ему и без того приходилось вести трудную борьбу с систематически устраивавшими заговоры роялистами, разбойничьими шайками, финансовыми затруднениями. Он стал окружать себя шпионами и начал понемногу отменять введённые им самим либеральные реформы.

### Российская кампания 1812 года
Во время похода в Россию 1812 года Мюрат командовал резервной кавалерией Великой армии — тремя корпусами, насчитывавшими в начале кампании свыше 30 тыс. всадников. Первую половину кампании он действовал в авангарде, атакуя при первой возможности отступающую российскую армию. Лично водил в атаку конный полк в бою под Островно, неудачно пытался задержать отход дивизии Неверовского в сражении за Смоленск, безуспешно старался сбить русские заслоны под Валутино. До крайности самолюбивый, король Неаполя настолько поссорился с маршалом Даву в конце августа под Вязьмой, что собрался было выяснять отношения саблей, но приближённым удалось отговорить его.

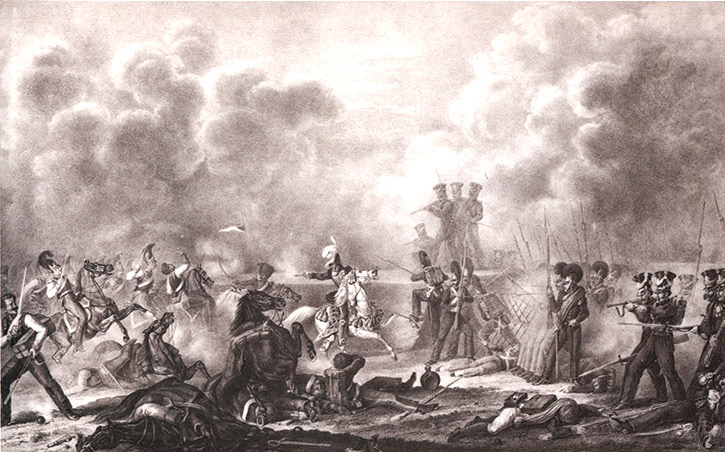
Мюрат (в центре) на Багратионовых флешах спасается от погони

В Бородинском сражении Мюрат проявил себя с лучшей стороны. Личным мужеством увлекал за собой кавалерию, попал в окружение на редутах и отбивался саблей от русских, пока атака французской пехоты не выручила его. Находясь большую часть времени в центре боя под обстрелом, Мюрат счастливо уцелел в битве, в которой французская армия потеряла более 40 генералов убитыми и ранеными.
Затем Мюрат командовал авангардом, вплотную следуя за отступающей российской армией. Кутузову удалось сбить со следа Мюрата, увлечь его в ложном направлении на Рязань, а тем временем развернуть войска и занять фланговую позицию к югу от Москвы. В боевых действиях наступило затишье, передовые посты россиян и французов вступали в разговоры. Генерал Ермолов в мемуарах так описывает эти примечательные встречи:

Генерал Милорадович не один раз имел свидание с Мюратом, королём неаполитанским… Мюрат являлся то одетый по-гишпански, то в вымышленном преглупом наряде, с собольей шапкою, в глазетовых панталонах. Милорадович — на казачьей лошади, с плетью, с тремя шалями ярких цветов, не согласующихся между собою, которые, концами обёрнутые вокруг шеи, во всю длину развевались по воле ветра. Третьего подобного не было в армиях!
Об особом отношении казаков к Мюрату свидетельствуют Арман де Коленкур и Филипп Поль де Сегюр. Из мемуаров Сегюра:

Мюрат с удовольствием показывался перед вражескими аванпостами. Он наслаждался тем, что привлекал к себе все взоры. Его наружность, его храбрость, его ранг обращали на него всеобщее внимание. Российские начальники ничуть не выказывали к нему отвращения; напротив, они осыпали его знаками внимания, поддерживавшими его иллюзию… На мгновение Мюрат готов был даже подумать, что они не будут сражаться против него!
Он зашёл так далеко, что Наполеон, читая его письмо, однажды воскликнул: «Мюрат, король казаков? Что за глупость! Людям, которые всего достигли, могут приходить в голову всевозможные идеи!»

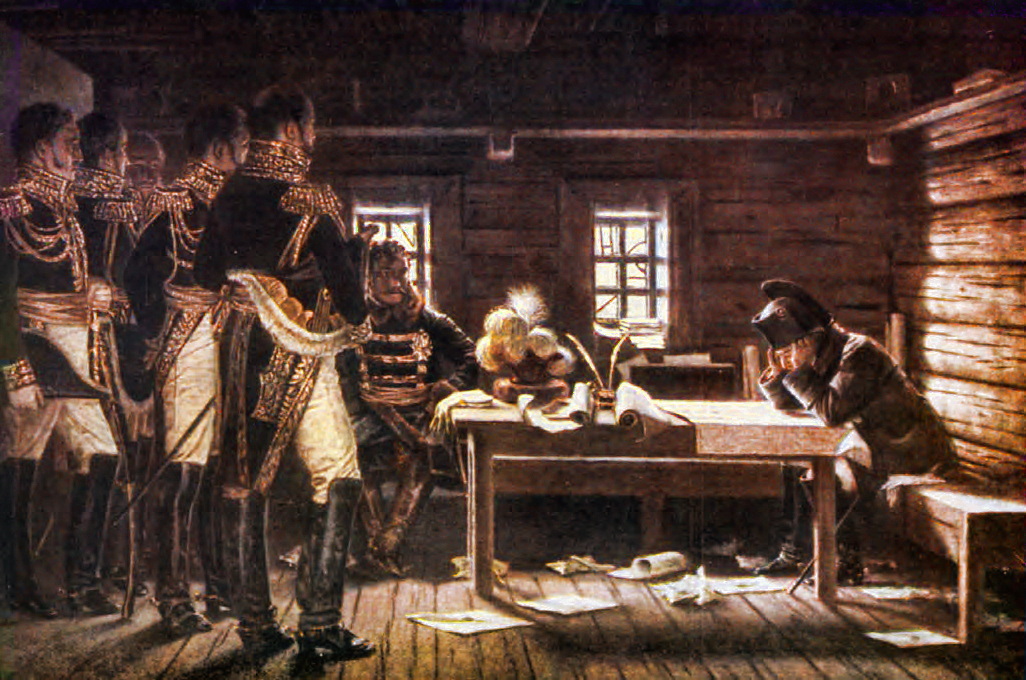
Василий Верещагин. В Городне — пробиваться или отступать? 1887—1895. Мюрат — на противоположном конце стола от Наполеона

В Тарутинском бою, ознаменовавшем начало отступления Наполеона, французский авангард под командованием Мюрата был разгромлен внезапной атакой российских дивизий. От полного уничтожения его спасла энергия и храбрость Мюрата, который сумел организовать сопротивление и унять панику. После этого король Неаполя не играл заметной роли в последующих сражениях, французская кавалерия из-за падежа лошадей превратилась в пехоту и не могла эффективно биться против русских.
Наполеон, покидая армию 6 декабря 1812 года, передал Мюрату главное командование. По свидетельствам соратников, Наполеон не рассматривал Мюрата как полководца, но надеялся, что тот сумеет увлечь солдат своей энергией и решимостью. Королю Неаполя была поставлена задача укрепиться в Вильно и остановить продвижение российских войск, пока французский император собирает свежие армии. По единодушному мнению с французской стороны, Мюрат не справился с возложенными на него обязанностями. Остатки французской армии в России потеряли всякое управление, каждый спасался как мог. Наполеон, по свидетельству Коленкура, резко отозвался о Мюрате:

То, что спасла бы сотня отважных людей, погибло под носом у десятка тысяч храбрецов по вине Мюрата. Капитан вольтижёров лучше командовал бы армией, чем он… Нет более отважных людей на поле сражения, чем Мюрат и Ней, и нет менее решительных людей, чем они, когда надо принять какое-нибудь решение у себя в кабинете.
Через месяц (16 января 1813 года) Мюрат самовольно сдал командование армией Эжену де Богарне, а сам отправился спасать своё королевство, из которого получил тревожные вести. Официально было объявлено о смене командования в связи с болезнью Мюрата. Наполеон расценил его поступок как дезертирство, но скоро простил любимца.

### Король Неаполя. 1813—1815

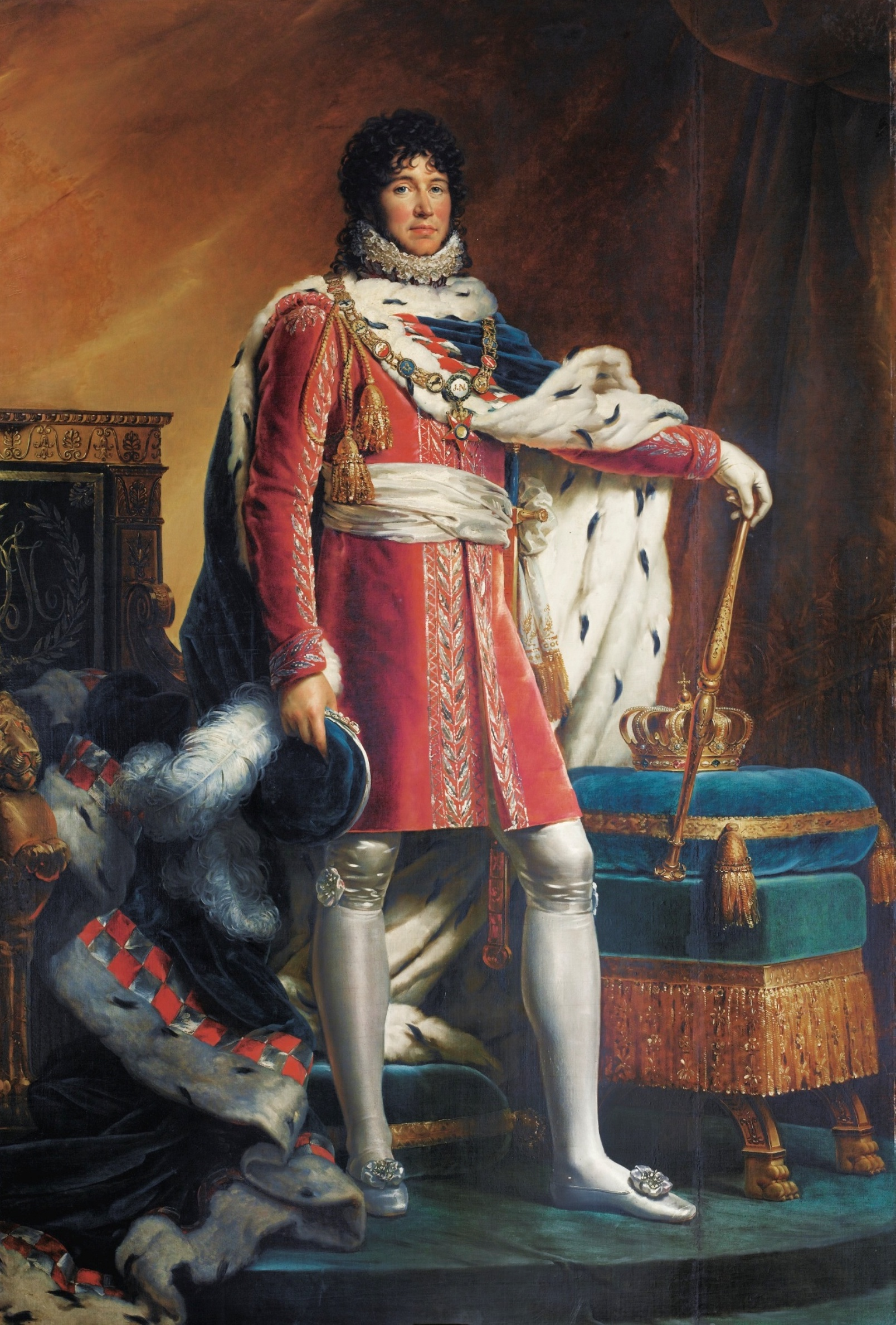
Иоахим I, король Неаполя.

Статуя короля Иоахима. Неаполь, Палаццо Реале, фасад, выходящий на Пьяцца Плебисчита. Установлена в 1888 году

Мюрат вернулся в армию Наполеона в июне 1813 года, к началу наиболее активной фазы кампании. Удачно командовал кавалерией в сражении при Дрездене, но после поражения в «Битве народов» 24 октября покинул Наполеона. Крайне раздражённый оскорблениями, которыми осыпал его Наполеон, Мюрат решился изменить ему и заключил 8 января 1814 года тайный договор с Австрией, по которому обязался двинуть 35-тысячный корпус против войск королевства Италия, возглавляемых Богарне.

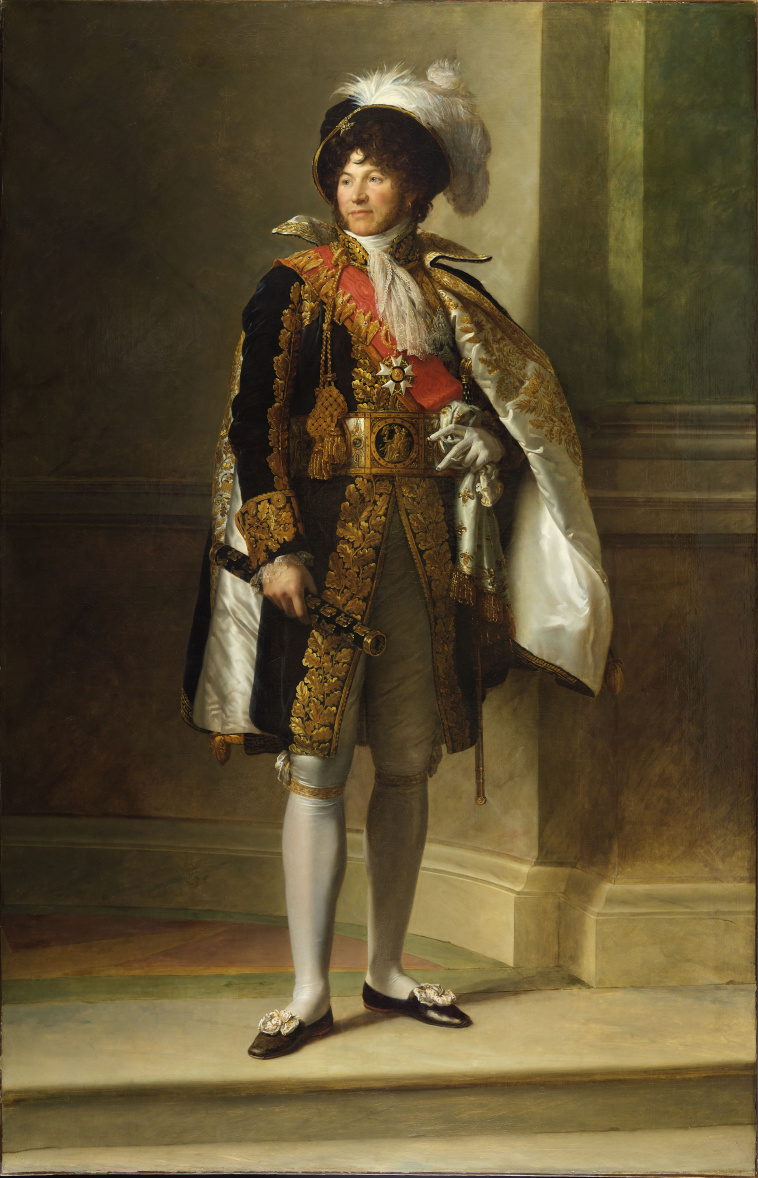
Франсуа Жерар. Парадный портрет короля Иоахима

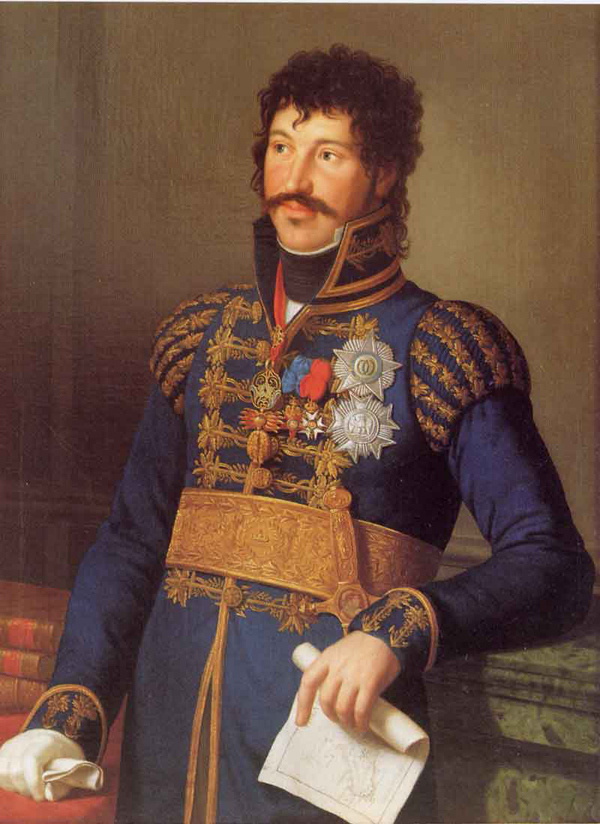
Мюрат в 1814 году

Прокламацией к войскам Мюрат объявил, что интересы государства требуют отделения дела Неаполя от дела Наполеона и присоединения неаполитанских войск к войскам союзников. Мюрат двинул свои войска против бывшего соратника по Великой армии — Богарне, 19 января занял Рим, потом Флоренцию и Тоскану. Мюрат избегал активных боевых действий, медлил, не обнаруживал прежней энергии и, в общем, ничего не сделал непосредственно на поле боя. Он вступил в тайные переговоры с Наполеоном, требуя себе всю Италию к югу от реки По. В письме от 18 февраля 1814 года Наполеон выговаривал своему любимцу:

Воспользуйся, раз уж так случилось, преимуществом измены, которую я объясняю исключительно страхом, для того, чтобы оказать мне услуги ценной информацией. Я рассчитываю на тебя… Ты принёс мне столько вреда, сколько только мог, начиная с твоего возвращения из Вильно; но мы больше не будем касаться этого. Титул короля сорвал тебе голову. Если ты желаешь сохранить его, поставь себя правильно и держи своё слово.
Отречение Наполеона нарушило планы Мюрата. В мае 1814 года он отвёл войска в Неаполитанское королевство.
Представителей Мюрата не допустили на мирные переговоры в Вене. Союзные державы не спешили признавать его легитимность, склоняясь вернуть трон прежнему королю Обеих Сицилий Фердинанду IV (в распоряжении которого оставалась Сицилия). В северной Италии были сконцентрированы 150 тыс. австрийских войск для смещения Мюрата, однако события приняли неожиданный оборот.
1 марта 1815 года Наполеон покинул Эльбу и высадился во Франции, положив начало триумфальному возвращению к власти. Мюрат немедленно воспользовался этим и 18 марта объявил войну Австрии. Он обратился прокламацией от 30 марта ко всем итальянцам как единой нации, впервые обозначив движение за объединение феодально раздробленной Италии. В прокламации он призвал народ к борьбе за освобождение Италии от иностранных (то есть австрийских) войск: «80 тысяч солдат из Неаполя, ведомые их королём [Мюратом], поклялись не останавливаться, пока не освободят Италию. Мы призываем итальянцев из каждой провинции помочь в осуществлении этого великого замысла». Реально Мюрат располагал 42 тыс. солдат, с которыми занял Рим, потом Болонью и ряд других городов, пока не дошёл до реки По, где потерпел поражение. Австрийские корпуса Бианки и Нугента перешли в контрнаступление.
Решающее сражение произошло 2 мая 1815 года при Толентино. В первый день Мюрату удалось рассеять австрийские авангарды, однако на следующий день Бианки усилился подкреплениями и атаковал Мюрата. Мюрат, лично возглавив батальоны, удачной контратакой отбросил австрийцев на их исходную укреплённую позицию. Однако на другом участке боя австрийцы опрокинули неаполитанскую дивизию, и Мюрату ничего не оставалось, как отступить перед превосходящими силами (40 тыс. австрийцев против 27 тыс. неаполитанской армии). В этот момент пришло извещение о проходе 12-тысячного австрийского корпуса Нугента в тыл неаполитанской армии. Более того, на юге Италии разгорелось восстание в пользу прежнего короля Неаполя Фердинанда. Оставив армию на своего генерала Чараскоза, Мюрат бросился спасать семью в Неаполь, жители которого вышли на улицы против Иоахима-Наполеона.
19 мая Мюрат отбыл на корабле во Францию, переодевшись матросом; его семья эвакуировалась в Австрию на английском корабле. Наполеон, ещё не успевший даже выступить против союзников, не пожелал видеть беглого маршала и приказал ему ждать в Тулоне на юге Франции дальнейших распоряжений, так что в битве при Ватерлоо Мюрат не принимал участия.

Судьбой было предрешено, чтобы Мюрат пал. Я мог взять его на Ватерлоо, но французское войско было столь патриотично, столь честно, что сомнительно, чтобы оно перебороло то отвращение и тот ужас, которые испытывало к предателям. Не думаю, что я имел столько власти, чтобы поддержать его, и всё же он мог принести нам победу. Нам очень не хватало его в некоторые моменты того дня. Прорвать три или четыре английских каре, — Мюрат был создан для этого; не было более решительного, бесстрашного и блестящего кавалерийского начальника.— Наполеон о Мюрате в разговоре от 8 февраля 1816

### Гибель. 1815

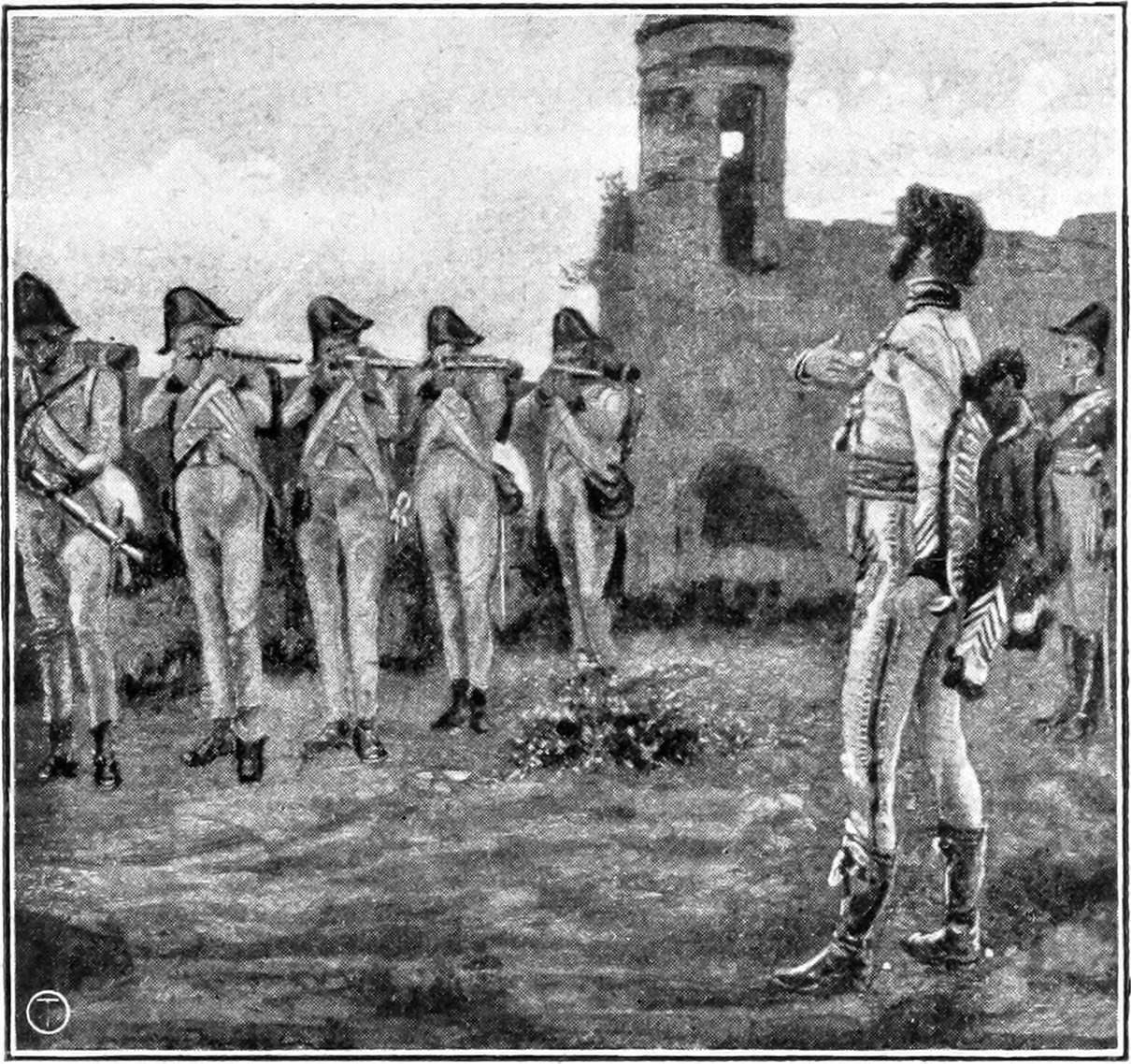
Расстрел Мюрата

После второй реставрации Мюрат покинул Францию 23 августа и укрылся от преследований роялистов на Корсике, где собрал 250 вооружённых сторонников. Австрия выдала паспорт Мюрату с условием отречения его от титула короля и подчинения австрийским законам, предоставила титул графа и местожительство в Богемии. Восторженный приём, оказанный на Корсике, вдохновил Мюрата на дерзкую авантюру. Он составил план высадки в Неаполе, в надежде, что весь народ восстанет под его знаменем. 28 сентября 1815 года его флотилия из шести кораблей покинула Корсику.
Ветра сильно задержали продвижение, затем буря рассеяла флотилию, часть кораблей вернулась обратно. Мюрат, оставшись с двумя кораблями, под уговорами соратников решился идти в Триест к австрийцам, отказавшись от авантюры. Капитан убедил его совершить высадку для пополнения провизии. Мюрат, склонный к театральным эффектам, приказал выйти на берег в полной униформе.
Мюрат высадился 8 октября на берег в Калабрии близ городка Пиццо с 28 солдатами. Местные жители, включая гарнизон, приняли его появление сдержанно, без восторга и без враждебности. Из Пиццо Мюрат двинулся в районный центр Монте-Леоне, но здесь его команду обстреляли жандармы. Мюрат отступил к месту высадки, однако его корабль уже ушёл. Жандармы бросили бывшего короля в тюрьму, где с ним обращались уважительно, дожидаясь инструкций от правительства Неаполя.
Во время первых допросов Мюрат вёл себя уклончиво, стараясь доказать, что он высадился на берег без намерения произвести восстание, занесённый бурей. Уликой явилась найденная прокламация с призывом к восстанию, которую забыли уничтожить перед высадкой. 13 октября 1815 года военный суд приговорил Мюрата к расстрелу с немедленным приведением приговора в исполнение. Он написал прощальное письмо семье, в котором выразил сожаление лишь о том, что умирает вдали от детей. Встав перед солдатами, Мюрат поцеловал медальончик с портретом жены и скомандовал: «Сохраните лицо, цельтесь в сердце!», после чего его расстреляли залпом из 12 ружей.

## Воинские звания
- Конный егерь (23 февраля 1787)
- Младший лейтенант (30 мая 1791)
- Лейтенант (31 октября 1792)
- Командир эскадрона (1 мая 1793)
- Полковник (2 февраля 1796)
- Бригадный генерал (10 мая 1796)
- Дивизионный генерал (25 июля 1799)
- Маршал Империи (19 мая 1804)

## Титулы
- Принц французов (фр. Prince français; 1 февраля 1805)
- Великий адмирал Империи (фр. Grand amiral de l'Empire; 1 февраля 1805)
- Великий герцог Берг и Клеве (фр. Grand-duc de Berg et de Clèves; с 15 марта 1806 по 1 августа 1808)
- Король Неаполя (фр. Roi de Naples; с 1 августа 1808 года по 3 мая 1815)

## Награды
- Легионер ордена Почётного легиона (11 декабря 1803)
- Великий офицер ордена Почётного легиона (14 июня 1804)
- Знак Большого орла ордена Почётного легиона (2 февраля 1805)
- Большая цепь ордена Почётного легиона (5 февраля 1805)
- Кавалер ордена Чёрного орла (Королевство Пруссия, 18 мая 1805)
- Большой крест Военного ордена Максимилиана Иосифа (Королевство Бавария, 1805)
- Высший сановник ордена Железной короны (Королевство Италия, 20 февраля 1806)
- Кавалер ордена Святого апостола Андрея Первозванного (Россия, 3 [15] июля 1807)
- Кавалер ордена Святого Александра Невского (Россия, 27 июня [9 июля] 1807)
- Кавалер ордена Рутовой короны (Королевство Саксония, 12 июля 1807)
- Большой крест ордена Святого Иосифа (Великое герцогство Вюрцбург, 1808)
- Великий магистр Королевского ордена Обеих Сицилий (Неаполитанское королевство, 1 августа 1808)
- Великий командор ордена Вестфальской короны (Королевство Вестфалия)
- Большой крест ордена Единства (Голландское королевство)
- Кавалер ордена Золотого руна (Королевство Испания)
- Великий офицер Королевского ордена Испании (Королевство Испания)

## Мюрат в отзывах современников
Коленкур о Мюрате:

Его злополучная страсть к пышным костюмам приводила к тому, что этот храбрейший из королей, этот король храбрецов имел вид короля с бульварных подмостков. Император находил его смешным, говорил ему это и повторял это во всеуслышание, но не сердился на эту причуду, которая нравилась солдатам, тем паче, что она привлекала внимание неприятеля к королю и, следовательно, подвергала его большим опасностям, чем их.

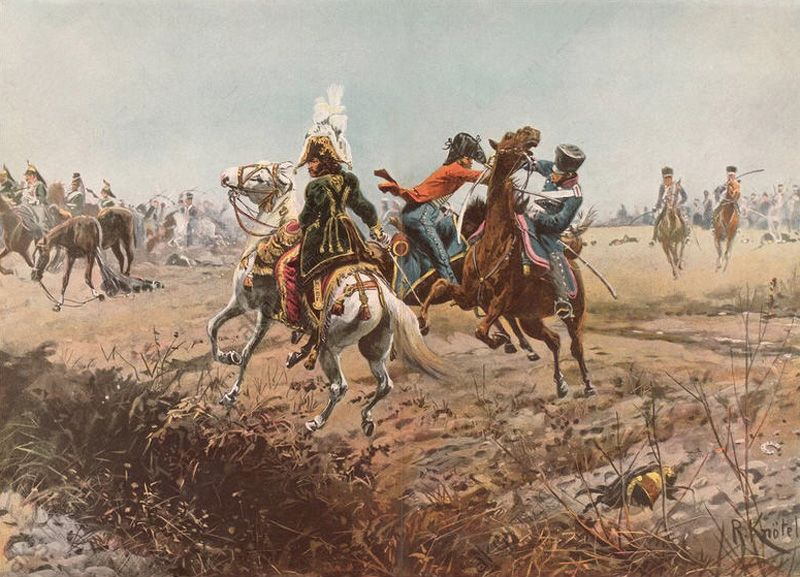
Рихард Кнетель. Маршал Мюрат в 1813 году

Сегюр оставил такой отзыв о Мюрате в период наступления на Москву:

Мюрат, этот театральный король по изысканности своего наряда и истинный монарх по своей необыкновенной отваге и кипучей деятельности, был смел, как удалая атака, и всегда имел вид превосходства и угрожающей отваги, что было самым опасным оружием наступления.

## Семья и дети
С 20 января 1800 женат на Каролине Бонапарт, сестре Наполеона I. Дети и потомки:
- Наполеон-Ашиль Мюрат (Napoléon Achille Murat, 21 января 1801 — 15 апреля 1847) — в 1821 году переселился в США; во время бельгийской революции поступил в бельгийскую армию, но потом вернулся в Америку. Женился 12 июля 1826 года в Таллахасси, штат Флорида, на Кэтрин Уиллис Грей (1803—1867), дочери полковника Бёрда К. Уиллиса (1781—1846) и Мэри Льюис. Нет потомства.
- Мария Летиция-Жозефа Мюрат (26 апреля 1802 — 12 марта 1859). Вышла замуж в Венеции 27 октября 1823 года за маркиза Гвидо Таддео Пеполи, графа Кастильоне (1789—1852). 4 детей:
  - Каролина Пеполи (1824—1892),
  - Джоаккино Наполеоне Пеполи (1825—1881),
  - Елизавета Пеполи (1829—1892),
  - Паолина Пеполи (1829—1916);
- Наполеон Люсьен Мюрат, принц Понте-Корво (Napoleon Lucien Charles Murat, 16 мая 1803 — 10 апреля 1878) — также жил в Америке, потом вернулся во Францию; в 1849—1850 годах был полномочным министром Франции в Турине. В 1853 году Наполеон III назначил его сенатором. Во второй половине 1850-х годов стремился получить как наследник трон Обеих Сицилий, но Наполеон III не поддержал претендента, и его надежды не осуществились. Жена — Каролина Георгина Фрейзер, 5 детей:
  - Каролина Мюрат (1832—1902),
  - Иоаким Мюрат (1834—1901),
  - Анна Мюрат (1841—1924),
  - Ахил Мюрат (1847—1895), жена — княжна Саломея Давидовна Дадиани, трое детей:
    - Люсьен Шарль Давид Наполеон Мюрат (1870—1933),
    - Наполеон Ахилович Мюрат (1872—1943),
    - Антуанетта Мюрат (1879—1954);

  - Луи Наполеон Мюрат (1851—1912);
- Луиза-Жюли Каролина Мюрат (21 марта 1805 — 1 декабря 1889). Вышла замуж в Триесте 25 октября 1825 года за графа Джулио Распони (1787—1876). Оставила воспоминания своего детства и о жизни семьи Мюрат в Неаполе. 6 детей:
  - Джоакино Распони (1826—1826),
  - Джоакино Распони (1828—1828),
  - Джоакино Распони (1829—1877),
  - Петро Распони (1831—1878),
  - Летиция Распони Мюрат (1832—1906),
  - Ахил Распони Мюрат (1835—1896).

## Братья и сёстры
У Иоахима Мюрата было десять братьев и сестёр, пятеро из которых выжили.
- Жакетта Мюрат (1746—1836) — в 1768 году вышла замуж за Жана Самба де Суломеса (1732—1808).
- Пьер Мюрат (1748—1792) — в 1783 году женился на Луизе д’Асторг (1762—1832) и у него родилась дочь Мария Антуанетта Мюрат (1793—1847), которая вышла замуж за Карла Гогенцоллерна-Зигмарингена, 8-го князя Гогенцоллерна-Зигмарингена (1785—1853).
- Антуанетта Мюрат (1759—1829) — в 1774 году вышла замуж за Жана Понс-Кресли, позже вышла замуж за Жана Бонафу (1757—1822), рыцаря Империи, мэра Монжести и шателене де Крабилле.
- Андре Мюрат, 1-й граф Мюрат (1760—1841) — мэр Лабастид-Фортуньер и Шателен де Лабастид, в 1791 году женился на Пьеретте Иссала (1771—1792), позже женился на Жанне-Франсуазе Бесс (1777—1866).
- Мадлен Мюрат (1763—1814) — в 1799 году вышла замуж за Этьена Молинье (род. 1755), мэра Комб-Террен-Форен и Пужоля.

## Фильмы
- «Иоахим Мюрат[фр.]» (немой, Италия, 1910), реж. Джузеппе де Лигоро[фр.]
- «Последние часы Мюрата» / Le ultime ore di Murat (немой, Италия, 1912)
- «Его жизнь за своего императора[итал.]» (немой, США, 1913) — актёр Эрл Уильямс[англ.]
- «Наполеон» (немой, Франция, 1927). В роли Мюрата Génica Missirio
- «Кутузов» (1943) — актёр Николай Бриллинг
- «Наполеон[итал.]» (Италия, 1951) — актёр Карло Нинки[итал.]
- "Наполеон: путь к вершине (Франция, Италия, 1955) — актёр Анри Видаль
- «Аустерлиц» (Франция, Италия, Югославия, 1960). В роли Мюрата актёр Этторе Манни
- Война и мир (Великобритания, телесериал, 1972) — актёр Герард Хели
- «Наполеон» (мини-сериал, 2002), в роли Мюрата Клаудио Амендола.
- «Огонь в моём сердце» (Италия, 2006, режиссёр Ламберто Ламбертини).